# ハイジ (1937年の映画)
『ハイジ』（Heidi）は、1936年（昭和11年）製作のアメリカ映画である。アラン・ドワン監督、シャーリー・テンプル主演による長編劇映画である。日本公開題『ハイデイ』。

## 略歴・概要
シャーリー・テンプルの代表作の一つである。テンプルが、オランダの本を読んでオランダのことを空想し、木靴を掃いて踊るミュージカル・ナンバーは有名である。
ハイジの祖父を演じたジーン・ハーショルトは、アカデミー賞の賞の一つであるジーン・ハーショルト友愛賞にその名が残っている。

## ストーリー
ヨハンナ・スピリ原作の児童文学『アルプスの少女ハイジ』の映画化である。

## キャスト
- ハイジ：シャーリー・テンプル
- ハイジの祖父（アドルフ・クラマー）：ジーン・ハーショルト （en:Jean_Hersholt）
- スーザン・パーカー：シドニー・ブラックマー （en:Sidney Blackmer）
- アンドリューズ：アーサー・トリーチャー （en:Arthur_Treacher）
- 盲目のアンナ：ヘレン・ウェストリー
- ペーター：デルマー・ワトソン
- クララ：マルシア・メエ・ジョーンズ （en:Marcia Mae Jones）